# Kuczkowski (herb szlachecki)
Kuczkowski − polski herb szlachecki, używany przez rodzinę osiadłą na Kaszubach. Herb własny rodziny Kuczkowskich.

## Opis herbu
Opis z wykorzystaniem klasycznych zasad blazonowania.
Na tarczy dwudzielnej falami w pas, w polu górnym, błękitnym, półksiężyc na opak, z twarzą, złoty, ponad dwoma takimiż gwiazdami w pas, w dolnym, srebrnym, dwie rzeki błękitne. Klejnot: nad hełmem w koronie trzy pióra strusie, srebrne między błękitnymi. Labry błękitne, podbite srebrem.

## Najwcześniejsze wzmianki
Herb wymieniany wyłącznie w tzw. Nowym Siebmacherze (Der Adel des Königreichs Preußen, 1906).

## Rodzina Kuczkowskich
Rodzina szlachecka osiadła na Kaszubach w XVIII wieku. Możliwe, że wywodziła się od polskiej rodziny Kuczkowskich herbu Jastrzębiec z Kuczkowa (członków tego rodu na Pomorzu Gdańskim wymieniają niemieckie herbarze) w powiecie lelowskim lub też od Kuczkowskich herbu Wąż z Kuczkowa w powiecie kaliskim. Osiadłszy na Kaszubach rodzina mogła zmienić herb na charakterystyczny dla miejscowej heraldyki. Najwcześniej wzmiankowany jest Andrzej Kuczkowski, właściciel działu w Piechowicach w 1736 roku. Prócz Piechowic, Kuczkowscy mieli jeszcze dział we wsi Małe Chełmy. Członkowie rodu w XVIII wieku służyli w armii pruskiej.

## Herbowni
Kuczkowski (Kutschkowski, błędnie Kukowski, Puczkowsky, Ruczkowski, Rutschckowsky). Rodzina zaliczana bywała także do herbu Jastrzębiec, który mógł być zresztą jej pierwotnym herbem.